# Natalja Sergejewna Schljapina

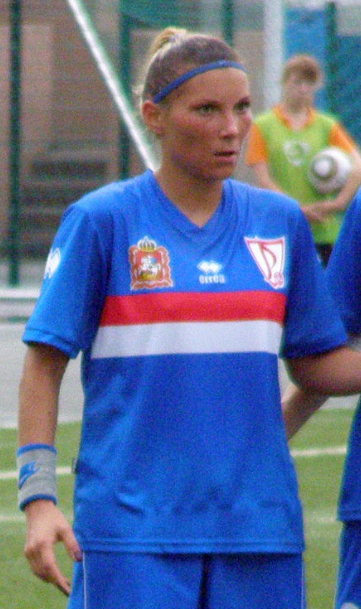
Schljapina beim FK Rossijanka (2010)

Natalja Sergejewna Schljapina geb. Mokschanowa  (russisch Наталья Сергеевна Шляпина (Мокшанова); englisch Natalia Shlyapina (Mokshanova); * 13. Juli 1983 in Moskau, Sowjetunion) ist eine russische Fußballspielerin. Die Stürmerin nahm mit der russischen Nationalmannschaft an der Europameisterschaft 2013 teil.

## Sportlicher Werdegang
Schljapinas erste Station im Erwachsenenbereich war bis 2000 der FK Nika Moskau, anschließend wechselte sie zu Sneschana Ljuberzy. Nach einem kurzen Engagement bei Tschertanowo Moskau zog sie 2004 zu Aurora Sankt Petersburg weiter. Nach nur einer Spielzeit schloss sie sich Anfang 2005 dem FK Rossijanka an. Dort gewann sie 2005, 2006 und 2010 insgesamt dreimal das Double aus Meistertitel und Landespokal, zudem 2008 und 2009 den Pokal.
Nachdem Schljapina bereits im Juniorenbereich die russischen Farben vertreten hatte, debütierte sie 2004 in der russischen A-Nationalmannschaft. Nationaltrainer Sergei Nikolajewitsch Lawrentjew berief sie 2013 in den Kader für die Europameisterschaft. Hier bestritt sie beim 1:1-Unentschieden im Gruppenspiel gegen England einen Kurzeinsatz, als sie in der Nachspielzeit für Nelli Witaljewna Korowkina eingewechselt wurde.
| Personendaten    | Personendaten |
| ---------------- | --- |
| NAME             | Schljapina, Natalja Sergejewna |
| ALTERNATIVNAMEN  | Шляпина, Наталья Сергеевна (russisch); Shlyapina, Natalia (englisch); Мокшанова, Наталья Сергеевна; Mokschanowa, Natalja Sergejewna (Geburtsname); Mokshanova, Natalia (englisch) |
| KURZBESCHREIBUNG | russische Fußballspielerin |
| GEBURTSDATUM     | 13. Juli 1983 |
| GEBURTSORT       | Moskau, Sowjetunion |